# Saint-Polycarpe
Saint-Polycarpe è un comune francese di 170 abitanti situato nel dipartimento dell'Aude nella regione dell'Occitania.

## Società

### Evoluzione demografica
Abitanti censiti